# Nina Degele
Nina Degele (* 29. Juli 1963 in Ulm) ist eine deutsche Soziologin und Hochschullehrerin. Sie ist Professorin für Geschlechterforschung an der Universität Freiburg im Breisgau.

## Leben
Von 1982 bis 1989 absolvierte Nina Degele ein Studium der Sinologie, Soziologie, Politikwissenschaft, Philosophie und Psychologie an der Universität München und der Johann Wolfgang Goethe-Universität Frankfurt am Main. Von 1992 bis 1998 arbeitete sie als wissenschaftliche Mitarbeiterin sowie Assistentin am dortigen Institut für Soziologie. 1993 promovierte sie an der Sozialwissenschaftlichen Fakultät mit dem Thema Der überforderte Computer. Zur Soziologie menschlicher und künstlicher Intelligenz, 1998 habilitierte sie sich mit der Untersuchung Informiertes Wissen. Eine Wissenssoziologie der computerisierten Gesellschaft.
Im Jahr 1998 war Nina Degele Gastprofessorin an der University of Minnesota und vertrat 1999 den C-4-Lehrstuhl für „Allgemeine Soziologie/Gesellschaftsanalyse“ am Fachbereich Sozialwissenschaften der Universität Osnabrück, 2000 den Lehrstuhl der C-3-Professur für Soziologie und empirische Geschlechterforschung am Institut für Soziologie der Universität Freiburg. Diese Professur hat sie 2001 übernommen. Seit 2002 ist sie dort geschäftsführende Direktorin des Instituts für Soziologie.

## Wirken
Thematische Schwerpunkte ihrer Arbeit liegen in der Wissens- und Techniksoziologie, der Modernisierungstheorie, den Gender- und Queer Studies sowie der qualitativen Methodologie.
Degele prägte vor Anfang des Jahrtausends den Begriff Schönheitshandeln. Sie stellt fest, dass „gemachte“ Gesichter und insbesondere Tattoos in der Gesellschaft alltäglicher geworden sind. Degele betont die Diversifizierung der Vorstellungen über männliche und weibliche Erscheinungsbilder und hebt die Bedeutung von Androgynität hervor.
Darüber hinaus zählt Nina Degele zu den ersten Personen, die den Begriff der Intersektionalität im deutschsprachigen Raum starkgemacht haben. Zusammen mit Gabriele Winker entwarf sie 2007 einen seitdem viel rezipierten Ansatz, der eine intersektionale Analyse sozialer Ungleichheiten auf mehreren Ebenen ermöglichen soll. Laut Degele und Winker muss jede wissenschaftliche Arbeit zu Intersektionalität nicht nur die Verwobenheit verschiedener Diskriminierungsformen berücksichtigen, sondern auch im Blick haben, wie die jeweiligen gesellschaftlichen Ebenen, durch die das Handeln von Subjekten strukturiert wird, miteinander wechselwirken. Als solche Ebenen identifizieren Degele und Winker die Sozialstruktur, individuelle Identitätskonstruktionen sowie symbolische Repräsentationen, die durch gesellschaftlich etablierte Diskurse und Ideologien wirken. Diese drei Ebenen beeinflussen sich gegenseitig und bestimmen die Selbst- und Fremdwahrnehmung von Subjekten maßgeblich. Degele und Winker gehen davon aus, dass sich auf der Strukturebene die grundlegenden Herrschaftsverhältnisse anhand von vier basalen Kategorien nachvollziehen lassen: Rasse, Klasse, Körper und Geschlecht. Sie betonen dabei explizit, dass die Kategorie sexuelle Orientierung in ihrem Konzept in der Kategorie Geschlecht mitinbegriffen ist. Dieselben vier Kategorien prägen auf der Ebene der symbolischen Repräsentation gesellschaftliche Normen und Stereotype, die durch Individuen in ihrem alltäglichen Handeln performativ hervorgebracht werden und die Sozialstruktur zusätzlich stützen. Auf der Identitätsebene halten es Degele und Winker allerdings nicht für ratsam zu versuchen, eine bestimmte Anzahl wirksamer Identitätskategorien im Vorhinein zu bestimmen. Stattdessen plädieren sie dafür, von Fall zu Fall im Sinne der Grounded Theory zu unterscheiden, welche Kategorien von Bedeutung sind und welche nicht. Kategorien wie beispielsweise Religion oder Attraktivität können auf der Identitätsebene wesentlich bedeutsamer sein als die vier Kategorien, die maßgeblich die Ebene der Struktur und die der symbolischen Repräsentationen determinieren.

## Mitgliedschaften
- seit 1993 Deutsche Gesellschaft für Soziologie (DGS) und Gesellschaft für Wissenschafts- und Technikforschung (GWTF)
- seit 1994 Sektion Wissenschafts- und Technikforschung der DGS
- seit 1994 Institut für Sozialwissenschaftliche Information und Forschung e. V. (ISIFO)
- seit 1995 Society for Social Studies of Sciences (4S)
- seit 1999 Deutscher Hochschulverband (DHV)
- seit 1999 Forschungsinstitut für komplexe Systeme in den Humanwissenschaften e. V.
- seit 2000 Zentrum für Anthropologie und Gender Studies (ZAG) an der Universität Freiburg
- seit 2001 Sektion Frauen- und Geschlechterforschung der DGS

## Schriften (Auswahl)
- 1994: Der überforderte Computer. Zur Soziologie menschlicher und künstlicher Intelligenz. Ffm: Campus, ISBN 3-593-35082-3.
- 2000: Informiertes Wissen. Eine Wissenssoziologie der computerisierten Gesellschaft. Ffm: Campus.
- 2001: Soziologische Beratungsforschung. (hg. gemeinsam mit Tanja Münch/Hans Pongratz/Nicole Saam). Opladen: Leske + Budrich.
- 2002: Einführung in die Techniksoziologie. München: Fink (UTB).
- 2004: „Sich schön machen.“ Zur Soziologie von Geschlecht und Schönheitshandeln. Opladen: VS-Verlag.
- 2005: Modernisierungstheorie. Eine Einführung (gemeinsam mit Christian Dries). München: Fink (UTB) (online).
- Gender/Queer Studies: Eine Einführung. Fink Verlag, Paderborn 2008, ISBN 978-3-8252-2986-3 (beck-shop.de [PDF; 683 kB; abgerufen am 6. Januar 2017]).
- 2010: Gendered Bodies in Motion (hg. gemeinsam mit Sigrid Schmitz, Marion Mangelsdorf und Elke Gramespacher) Opladen: Budrich UniPress, ISBN 978-3-940755-57-5.
- 2011: Hetero, weiß und männlich? Fußball ist viel mehr! Eine Studie der Friedrich-Ebert-Stiftung zu Homophobie, Rassismus und Sexismus im Fußball (PDF; 982 kB) (gemeinsam mit Caroline Janz), Berlin.